# Gordon Hessler
Gordon Hessler, född 12 december 1925 i Berlin, död 19 januari 2014 i London, var en brittisk film- och tv-regissör, manusförfattare och producent.

## Filmografi
- Sinbads fantastiska resa (regissör)
- Skriiik... och skriiik... igen (regissör)